# أورالوكس
أورالوكس (بالإنجليزية: Auralux)‏ هي لعبة فيديو استراتيجية الوقت الحقيقي طورتها وور دروم ستوديو في 24 يناير 2011، تعمل اللعبة على متصفح ويب، ويندوز، أندرويد وآي أو إس باللغة الإنجليزية.

## وصلات خارجية
- الموقع الرسمي
- نسخة الويب على الإنترنت من اللعبة